# جیغ‌کش قهوه‌ای
جیغ‌کش قهوه‌ای (نام علمی: Alouatta guariba) نام یک گونه از سرده میمون جیغ‌کش است.